# Galleri över landskapsvapen i Finland
Finlands historiska landskaps landskapsvapen fastställdes på 1500-talet, när landet var en del av Sverige. De moderna landskapen har fått sina vapen när de bildades på 1990-talet och har i vissa fall tagit över ett historiskt landskaps vapen helt eller delvis. Man använder fortfarande de symboliska rangkronor som vapnen tilldelades när de var nya.

## Historiska landskap

Egentliga Finlands landskapsvapen
Karelens landskapsvapen
Lapplands landskapsvapen
Nylands landskapsvapen
Satakundas landskapsvapen
Savolax landskapsvapen
Tavastlands landskapsvapen
Ålands landskapsvapen
Österbottens landskapsvapen

## Nuvarande landskap

Birkalands landskapsvapen
Egentliga Finlands landskapsvapen
Egentliga Tavastlands landskapsvapen
Kajanalands landskapsvapen
Kymmenedalens landskapsvapen
Lapplands landskapsvapen
Mellersta Finlands landskapsvapen
Mellersta Österbottens landskapsvapen
Norra Karelens landskapsvapen
Norra Savolax landskapsvapen
Norra Österbottens landskapsvapen
Nylands landskapsvapen
Päijänne-Tavastlands landskapsvapen
Satakundas landskapsvapen
Södra Karelens landskapsvapen
Södra Savolax landskapsvapen
Södra Österbottens landskapsvapen
Ålands landskapsvapen
Österbottens landskapsvapen